# Marostica
Maróstica é uma comuna italiana da região do Vêneto, província de Vicenza, com 12 845 habitantes em 2011. Estende-se por uma área de 36 km², tendo uma densidade populacional de 357 hab/km². Faz fronteira com Bassano del Grappa, Conco, Lusiana, Mason Vicentino, Molvena, Nove, Pianezze, Salcedo, Schiavon.

## Demografia
| Variação demográfica do município entre 1861 e 2011                               |
|                                                                                   |
| Fonte: Istituto Nazionale di Statistica (ISTAT) - Elaboração gráfica da Wikipedia |